# Gergő Szemes
Gergő Szemes (11 de febrero de 2003) es un deportista húngaro que compite en esgrima, especialista en la modalidad de florete.
Ganó dos medallas de bronce en el Campeonato Mundial de Esgrima de 2025 y una medalla de plata en el Campeonato Europeo de Esgrima de 2024

## Palmarés internacional
| Campeonato Mundial | Campeonato Mundial | Campeonato Mundial | Campeonato Mundial  |
| Año                | Lugar              | Medalla            | Prueba              |
| ------------------ | ------------------ | ------------------ | ------------------- |
| 2025               | Tiflis (Georgia)   | Medalla de bronce  | Florete individual  |
| 2025               | Tiflis (Georgia)   | Medalla de bronce  | Florete por equipos |
| Campeonato Europeo |                    |                    |                     |
| Año                | Lugar              | Medalla            | Prueba              |
| 2024               | Basilea (Suiza)    | Medalla de plata   | Florete por equipos |